# Rashin Wurie
Rashin Wurie (* 27. Dezember 1972 in Freetown) ist ein ehemaliger sierra-leonischer Fußballspieler.

## Karriere
Wurie begann seine Profilaufbahn in Belgien, wo er zunächst für den Boom FC spielte. Mit Boom gelang ihm 1992 der Aufstieg in die Erste Division Belgiens. Nach dem Abstieg 1993 verließ Wurie den Verein und schloss sich dem Zweitligisten Beerschot VAC an, für den er bis 1997 aktiv war. Nach den weiteren Stationen RAEC Mons und RSC Pâturages wechselte er 2000 nach Deutschland, wo er für die damaligen Regionalligisten Lok Altmark Stendal und Eintracht Braunschweig spielte.
Wurie lief siebenmal für die sierra-leonische Fußballnationalmannschaft auf, mit der er dabei an der Afrikameisterschaft 1996 in Südafrika sowie der Qualifikation zur Fußball-Weltmeisterschaft 1998 teilnahm.